# لمفوما كبيرة الخلايا جلدية سالبة عنقود التمايز 30 لافطارية شبيهة بالفطر
لمفوما سي دي-30 كبيرة الخلايا جلدية لافطارية شبيهة بالفطر هي حالة جلدية التي عادة توجد كلويحات أو عقيدات أو أورام قصيرة الأمد منفردة كانت أو متعممة (بالإنجليزية: generalized)‏ .:738